# Trossin
Trossin ist eine Gemeinde im nördlichen Teil des Landkreises Nordsachsen im Freistaat Sachsen. Sie gehört zur Verwaltungsgemeinschaft Dommitzsch. Trossin ist die sächsische Gemeinde mit der niedrigsten Bevölkerungsdichte.

## Geographie

### Lage
Die Gemeinde liegt im Ostteil der Dübener Heide an der Grenze zum Landkreis Wittenberg in Sachsen-Anhalt. Nachbarstädte sind Dommitzsch (5 km), Torgau (17 km) und Bad Düben (20 km).

### Ortsteile
Zur Gemeinde gehören die Ortsteile  Dahlenberg, Falkenberg mit Gniebitz und Hachemühle, Roitzsch und Trossin.

## Geschichte
Das Straßendorf Trossin ist slawischen Ursprungs und wurde im Jahr 1237 mit der Nennung des Conradus de Trocin erstmals urkundlich erwähnt. Seit dem Jahr 1349 befand sich im Ort ein Rittergut, das mit dem Ober- und Untergut die etwa 1400 Hektar große Nutzfläche bewirtschaftete. Im Gut und in der Gutssiedlung wohnten 1818 240 und 1925 419 Personen. Im Jahr 2000 lebten hier 1653 Menschen.
Trossin gehörte ab 1551 zum Amt Torgau, 1816 bis 1952 zum Landkreis Torgau, 1952 bis 1994 zum Kreis Torgau, ab 1994 zum Landkreis Torgau-Oschatz und seit 2008 zum Landkreis Nordsachsen.
Ortsteile
Dahlenberg wurde Ende des 13. Jahrhunderts gegründet. Benannt wurde der Ort nach der Dahle, einer kultivierten Ackerpflanze der Flamen, die den Ort gründeten.
Falkenberg wurde im Jahr 1314 erstmals urkundlich erwähnt.
Roitzsch ist slawischen Ursprungs, wurde im Jahr 1223 erstmals urkundlich erwähnt und ist somit der älteste Ortsteil der Gemeinde. Seit dem Jahr 1508 gab es im Ort ein Rittergut.

## Bevölkerung
| Jahr | Einwohner |
| ---- | --------- |
| 2002 | 1.579     |
| 2005 | 1.501     |
| 2010 | 1.352     |
| 2015 | 1.290     |
| 2020 | 1.246     |

| Jahr | Einwohner |
| ---- | --------- |
| 2021 | 1.237     |
| 2022 | 1.263     |
| 2023 | 1.237     |
| 2024 | 1.200     |

Stand: 31. Dezember des jeweiligen Jahres (Angaben des Statistischen Landesamtes Sachsen), ab 2011 auf Basis des Zensus 2011, ab 2022 auf Basis des Zensus 2022

## Religion
38 % der Einwohner von Trossin sind evangelisch und 3 % katholisch. Die lutherischen Dorfkirchen in Dahlenberg, Falkenberg, Roitzsch und Trossin gehören zum Kirchspiel Dommitzsch-Trossin im Pfarrbereich Dommitzsch-Süptitz des Kirchenkreises Torgau-Delitzsch der Evangelischen Kirche in Mitteldeutschland. Die Katholiken sind der Pfarrei Schmerzhafte Mutter mit Sitz in Torgau (Bistum Magdeburg) zugeordnet, die in Dommitzsch die Filialkirche Mariä Himmelfahrt unterhält.

## Politik

### Gemeinderat
Seit der Gemeinderatswahl am 9. Juni 2024 verteilen sich die 12 Sitze des Gemeinderates wie nebenstehend dargestellt. Ergebnisse früherer Wahlen sind tabellarisch aufgelistet.
| Gemeinderat ab 2024Insgesamt 12 Sitze - IGT: 5 - FWG: 4 - FDP: 1 - CDU: 2 | Liste                                   | 2024   | 2024   | 2019   | 2019   | 2014   | 2014   |
| Gemeinderat ab 2024Insgesamt 12 Sitze - IGT: 5 - FWG: 4 - FDP: 1 - CDU: 2 | Liste                                   | Sitze  | in %   | Sitze  | in %   | Sitze  | in %   |
| Gemeinderat ab 2024Insgesamt 12 Sitze - IGT: 5 - FWG: 4 - FDP: 1 - CDU: 2 | Interessengemeinschaft Trossin (IGT)    | 5      | 42,6   | 5      | 35,3   | –      | –      |
| Gemeinderat ab 2024Insgesamt 12 Sitze - IGT: 5 - FWG: 4 - FDP: 1 - CDU: 2 | Freie Wählergemeinschaft Torgau-Oschatz | 4      | 30,3   | 4      | 28,5   | 6      | 50,8   |
| Gemeinderat ab 2024Insgesamt 12 Sitze - IGT: 5 - FWG: 4 - FDP: 1 - CDU: 2 | CDU                                     | 2      | 17,3   | 2      | 20,1   | 4      | 32,9   |
| Gemeinderat ab 2024Insgesamt 12 Sitze - IGT: 5 - FWG: 4 - FDP: 1 - CDU: 2 | FDP                                     | 1      | 9,9    | –      | –      | –      | 4,0    |
| Gemeinderat ab 2024Insgesamt 12 Sitze - IGT: 5 - FWG: 4 - FDP: 1 - CDU: 2 | AfD                                     | –      | –      | 1      | 10,8   | –      | –      |
| Gemeinderat ab 2024Insgesamt 12 Sitze - IGT: 5 - FWG: 4 - FDP: 1 - CDU: 2 | Linke                                   | –      | –      | –      | 5,3    | 1      | 12,3   |
| Gemeinderat ab 2024Insgesamt 12 Sitze - IGT: 5 - FWG: 4 - FDP: 1 - CDU: 2 | Wahlbeteiligung                         | 75,7 % | 75,7 % | 67,8 % | 67,8 % | 58,3 % | 58,3 % |

### Bürgermeister
- 1994–2008: Gunter Klepel (parteilos)[7]
- 2008–2011: Ines Pfundt (CDU)[8]
- 2011–2018: Max-Bringfried Otto (parteilos)[9]
- 2018–2025: Herbert Schröder (CDU)
- seit 2025: Steffen Klepel (IGT)

Schröder wurde in der Bürgermeisterstichwahl am 25. März 2018 mit 56,0 % der gültigen Stimmen gewählt. Bei der Wahl am 23. März 2025 wurde Klepel mit 64,1 % der gültigen Stimmen zu seinem Nachfolger gewählt. Seine Amtszeit beträgt sieben Jahre.
| Wahl | Bürgermeister       | Vorschlag | Stimmenanteil (in %) |
| ---- | ------------------- | --------- | -------------------- |
| 2001 | Gunter Klepel       | Klepel    | 65,9                 |
| 2008 | Ines Pfundt         | CDU       | 57,1                 |
| 2011 | Max-Bringfried Otto | Otto      | 72,6                 |
| 2018 | Herbert Schröder    | CDU       | 56,0                 |
| 2025 | Steffen Klepel      | IGT       | 64,1                 |

## Sehenswürdigkeiten

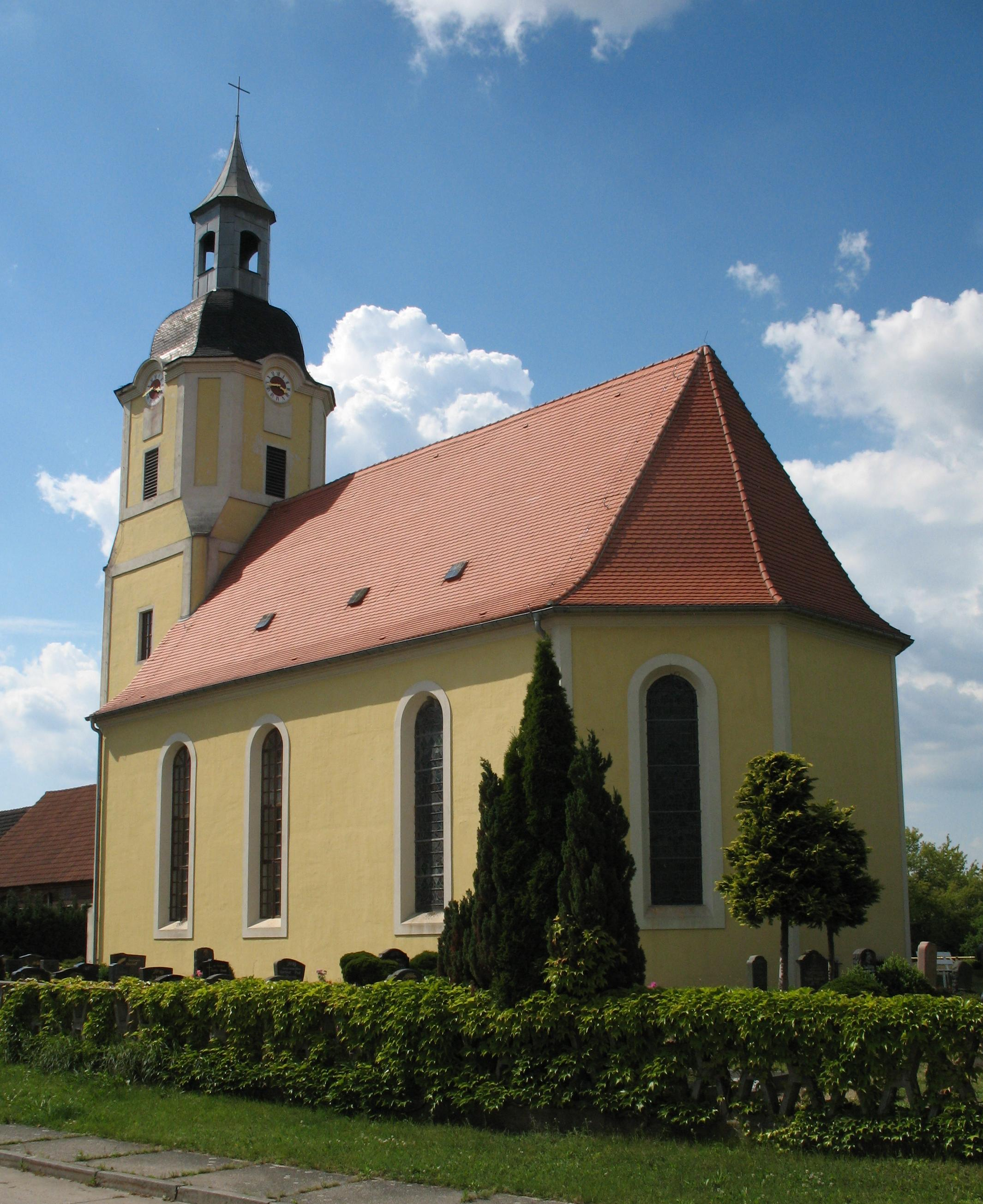
Dorfkirche Trossin

Neben dem Naturpark Dübener Heide gelten in Trossin die Dorfkirche aus dem Jahr 1776, der Schlossteich mit Parkanlage und die tausendjährige Lutherlinde auf dem Friedhof als sehenswert.
Weitere Sehenswürdigkeiten in den Ortsteilen sind:
- Kirche mit Fachwerkturm aus dem 13. Jahrhundert in Falkenberg
- Dorfkirche aus dem 16. Jahrhundert in Roitzsch
- Paker Schloss, ehemalige Burganlage mit noch sichtbarem Wall und Wassergraben
- Dorfmühle Dahlenberg
- Nachbarbierbrunnen am Dorfteich Dahlenberg
- Hügelgräber Die Ruhe bei Roitzsch in Richtung Süptitz
- Jagdhaus aus dem 16. Jahrhundert im Zadlitzbruch
- Damwildgehege in Falkenberg
- Stausee Dahlenberg
- Naturschutzgebiet Zadlitzbruch bei Roitzsch, ein fast ursprüngliches erhaltenes Hochmoor

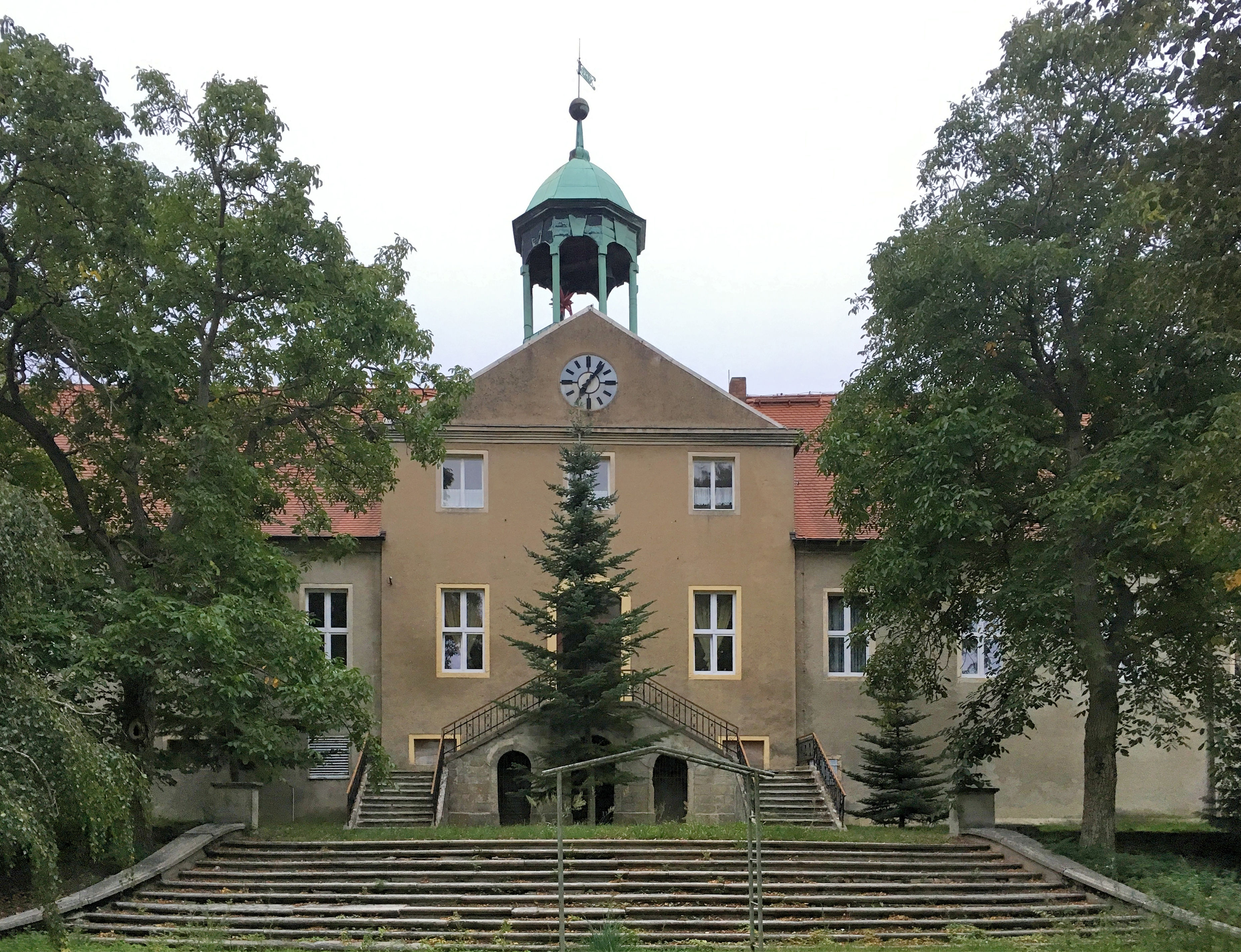
Schloss
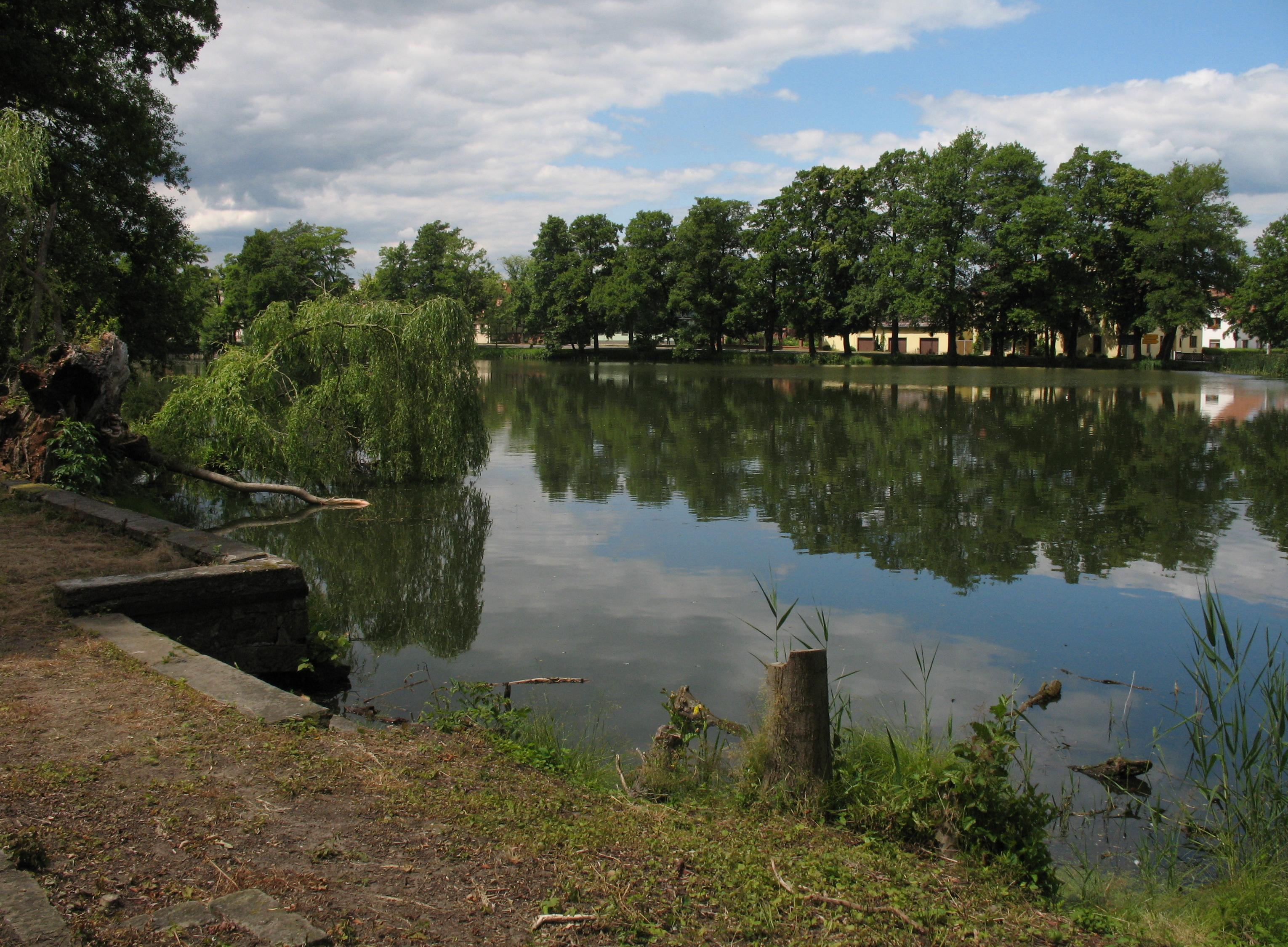
Schlossteich
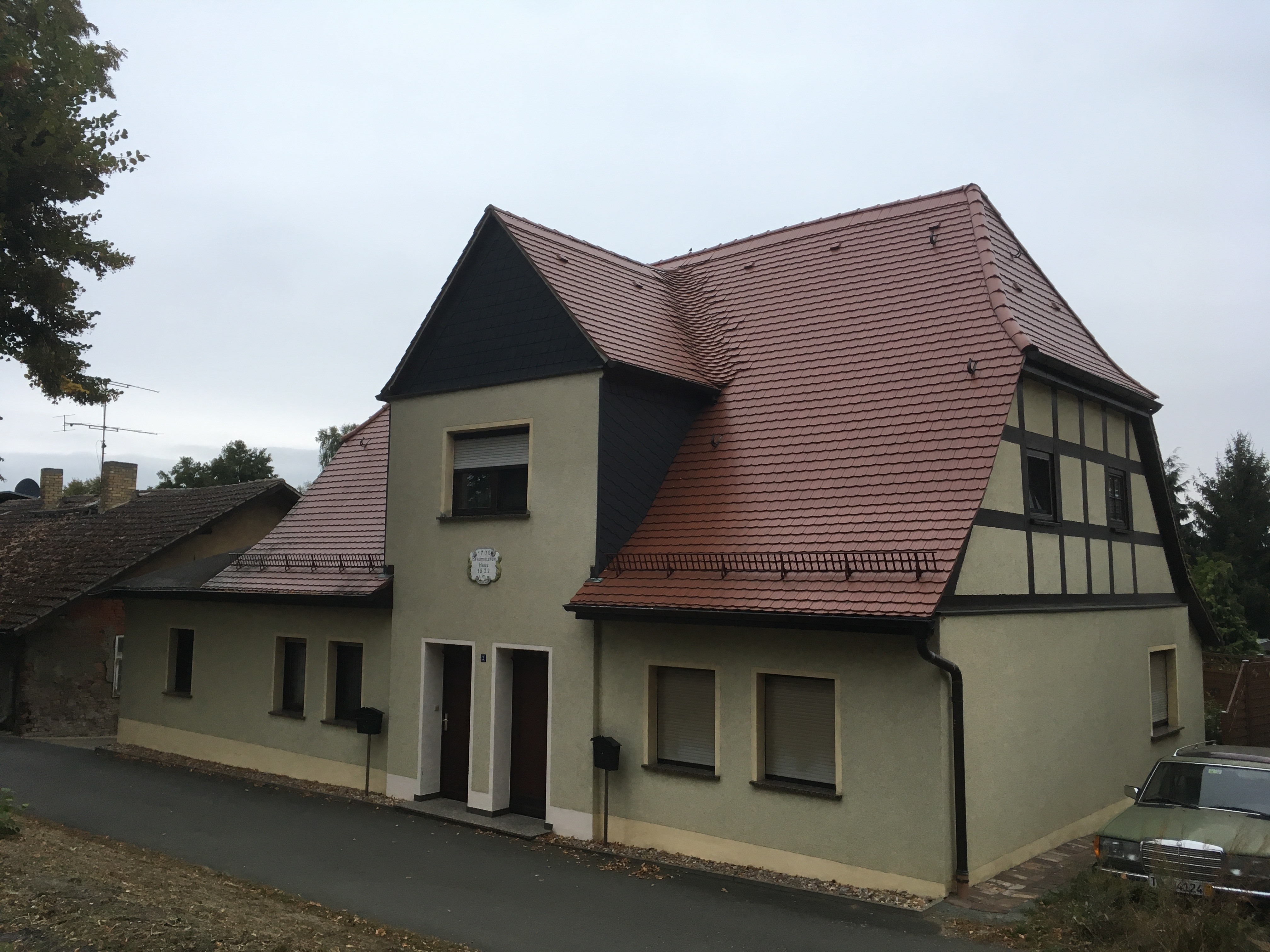
Braumeisterhaus
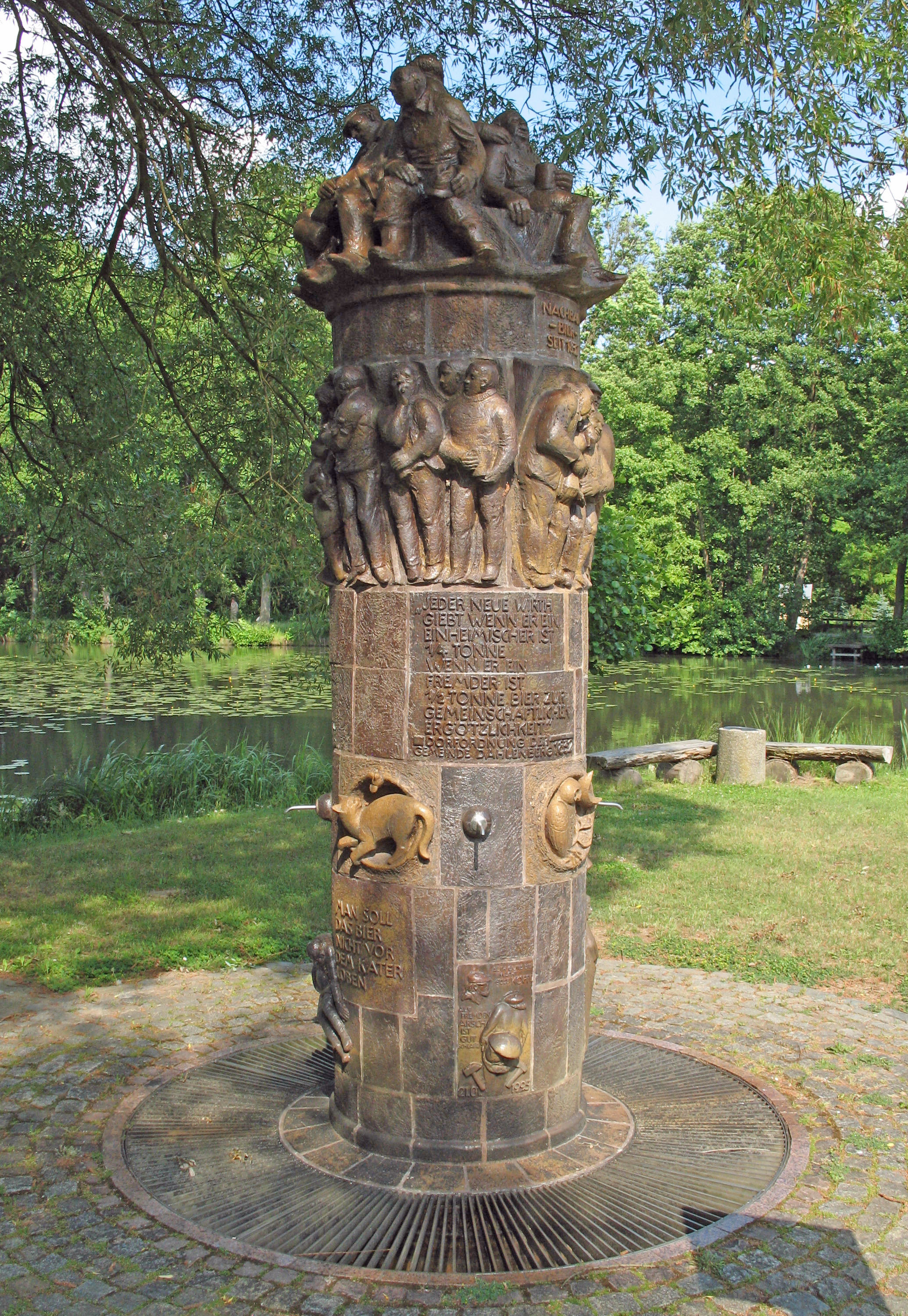
Nachbarbierbrunnen Dahlenberg
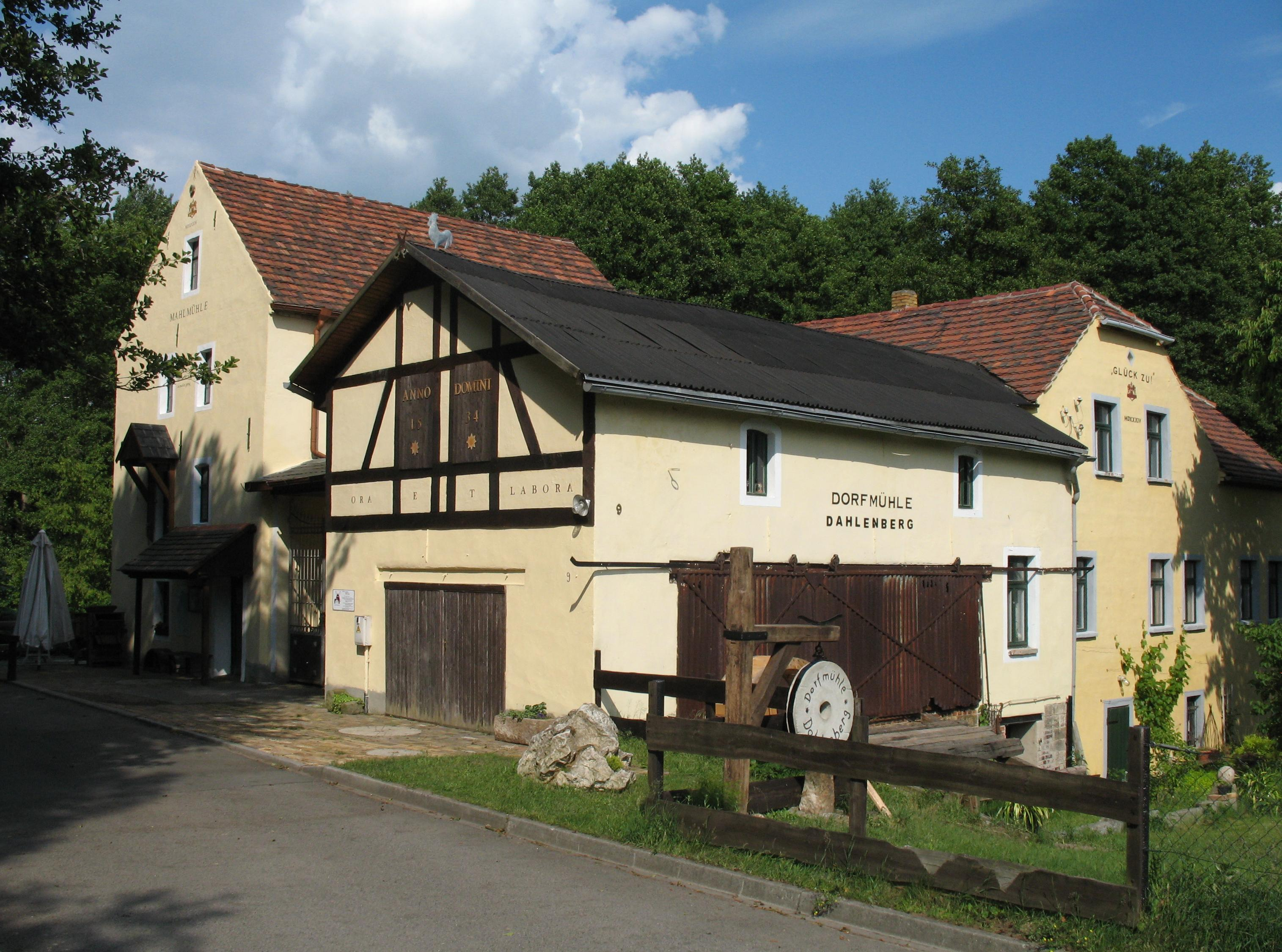
Dorfmühle Dahlenberg

## Verkehr
Die Bundesstraße B 182 verläuft östlich, die B 183 südlich der Gemeinde.

## Persönlichkeiten

### Söhne und Töchter der Gemeinde

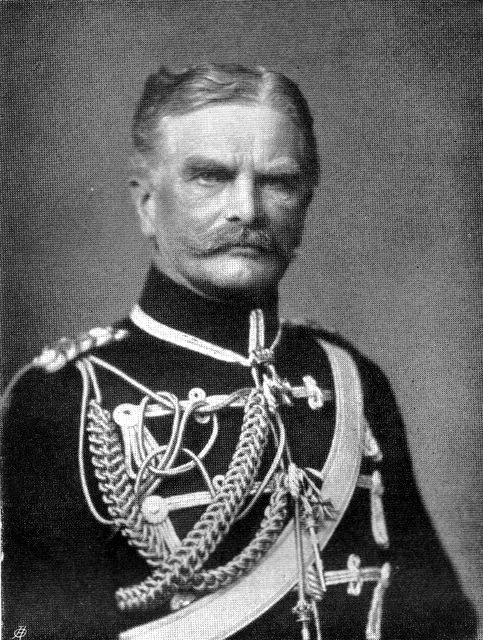
August von Mackensen

- Peter Carl Wilhelm Graf von Hohenthal (1754–1825), sächsischer Minister
- Karl Blumauer (1785–1841), Theaterschauspieler
- Eugen Küstner (1821–1894), Arzt und Politiker
- August von Mackensen (1849–1945), preußischer Generalfeldmarschall, in Leipnitz geboren
- Otto Küstner (1849–1931), Gynäkologe und Hochschullehrer
- Max Küstner (1855–1940), Bürgermeister in Meuselwitz und Friedrichroda
- Carl Hollweg (1867–1932), Vizeadmiral der Kaiserlichen Marine, in Falkenberg geboren
- Bruno Kubas (1928–2011), Bildhauer, in Dahlenberg geboren

### Mit Trossin verbundene Persönlichkeiten
- Ernst Wilhelm Küstner (1759–1836), Rittergutsbesitzer in Trossin
- Bernhard Grobe (1819–1891), Rittergutsbesitzer in Trossin
- Christfried Gebauer (* 1942), Tierzuchtleiter des Volkseigenen Gutes Trossin